# Солера, Темистокле
Теми́стокле Соле́ра (итал. Temistocle Solera; 25 декабря 1815, Феррара — 21 апреля 1878, Милан) — итальянский композитор, писатель
 и либреттист
, поэт. Наиболее известен как автор либретто к ряду опер Верди.
Получил образование в университете Павии. Был участником Рисорджименто, некоторое время в 1840-х годах жил в эмиграции в Испании, служил импресарио в Королевском театре Мадрида. Похоронен на миланском Монументальном кладбище.
Солера был автором четырёх опер, созданных им в молодости, а также множества оперных либретто. Больше всего он известен своим сотрудничеством с Джузеппе Верди, для которого создал либретто его первой оперы «Оберто» (1839), а затем также «Набукко», «Ломбардцев в первом крестовом походе», «Жанны д’Арк» и «Аттилы». В последнем случае Верди сам обратился к Солере, не удовлетворённый либретто Франческо Пьяве. Существует мнение, что именно Солере принадлежал замысел «Аиды», развитый впоследствии другими либреттистами.
В качестве прозаика Солера находился под сильным влиянием Мандзони; его перу принадлежит роман «Микелино» (Michelino).